# ルドルフ・ゼルナー
グスタフ・ルドルフ・ゼルナー（ドイツ語：Gustav Rudolf Sellner、1905年5月25日 - 1990年5月8日）は、ドイツの俳優、演劇制作者、演出家、劇場支配人。彼は、1950年代に急速に近代化された「インストゥルメンタル・シアター」の代表的な存在であった。

## 経歴

### 俳優から芸術総監督へ
ドイツ帝国（第二帝国）バイエルン州トラウンシュタインで生まれる。マンハイムのフランチェスコ・シオリ（1925-1927）、ゴータ（1928/1929）、コーブルク（1929-1931）の劇場で俳優、劇作家、演劇監督としてのキャリアをスタートした。この間に、ゼルナーはオットー・ファルケンベルク監督、レオポルト・イェスナー監督、エルヴィン・ピスカトール監督から影響を受けた。1932年から1937年まで、ゼルナーはオルデンブルク州立劇場のシニアディレクター、制作者、俳優を務めた。
ゼルナーは国家社会主義の文化政策の中でいくつかの作品を手掛けた後、1937年にオルデンブルク州立劇場の演出家に任命された。3年後にはゲッティンゲン州立劇場（1940-1943）に移り、その後ハノーファー州立劇場（1943/1944）のディレクターを務めている。
1943年12月からは、ハノーファー州立音楽学校附属として新たに設立された「ハノーファー演劇学校」も率いた。1944年4月に、アドルフ・ヒトラーはゼルナーをハノーファー州立劇場の総監督に任命した。1944年10月、長年の兵役免除を経て、ゼルナーは運転手としてドイツ国防軍に徴兵された。
第二次世界大戦後、ゼルナーはアメリカ軍の捕虜となり、二か所の収容所に抑留された。1949年にドイツの法廷ではナチズムの「支持者」とされたが、1950年の再審によって「無罪」となった。1948年から1951年までキール、エッセン、ハンブルクで監督を務めた。キールでは、1948年に『ペルシア人 (アイスキュロス)』、1950年に『ベルナルダ・アルバの家 (ガルシア・ロルカ)』を上演し、1961年にはダルムシュタットでも上演した。

### ダルムシュタットとベルリン・ドイツ・オペラの芸術総監督
1951年から1961年まで、ゼルナーはダルムシュタット州立劇場の芸術監督を務めた。ここで彼は1951年にエルンスト・バルラハの『ラツェンブルク伯爵』を初演している。また、ダルムシュタットでは当初は小規模な演劇学校を運営していた。1954年、卒業生の進路がうまく決まらず国の補助金が打ち切られたため、演劇学校は閉校せざるを得なくなった。同年、ベルリン国立劇場（現：ベルリン国立歌劇場）で『トロイラスとクレシダ』を、1959年にはルールフェスティヴァルで『嵐（テンペスト）』を監督した。1958年にはダルムシュタットでイヨネスコの『無給の殺し屋』を初演し、ブルク劇場ではソフォクレスの『オイディプス王』（1960年）、『アンティゴネ』（1961年）、『エレクトラ』（1963年）を上演している。
当時ゼルナーは古典演劇の代表的な監督と見なされていた。1960年代初頭にはオペラの演出に転向。1961年から1972年まで西ベルリンのベルリン・ドイツ・オペラの総監督兼チーフ・ディレクターを務めた。
1963年には東京の日生劇場のこけら落としで来日。演奏陣の豪華さもさることながら、初日のベートーヴェン『フィデリオ』において、真っ暗な舞台からフロレスタンの悲痛な叫びが聞こえ、第一幕で囚人の群れがうごめき呻ぐゼルナーの演出は、日本の聴衆に価値観がひっくり返る衝撃を与えた。数々の音楽誌等に高辻知義、内垣啓一、竹内昭一、渡辺護、宮内嘉久などが続々と記事を寄せ、その余韻は後々まで続いている。鈴木敬介は渡独してゼルナーに師事するまでに至った。
1964年には、彫刻家ハインツ・スピルカーからブロンズ胸像を授与された。
主な演出作品としては、ムソルグスキー『ボリス・ゴドゥノフ』（1971年、ベルリン）、アリベルト・ライマン『メルシーヌ』世界初演（1971年、シュヴェッツィンゲン音楽祭）、ベルク『ヴォツェック』（1971年、ザルツブルク音楽祭）、モーツアルト『イドメネオ』（1973年、ザルツブルク音楽祭）、ゴットフリート・フォン・アイネム『老婦人の訪問』（1975年、ミュンヘン国立劇場）、トーマス・ベルンハルト『狩猟仲間』（1974年、バーゼル劇場）などがある。
ゼルナーはテレビや映画にも関わっていた。1973年のマクシミリアン・シェル監督ドイツ-スイス映画『歩行者』ではゼルナーが主役（タイトルロール）を演じ、シェルが亡き息子役を演じた。
ゼルナーは1940年に女優マヌエラ・ブルーンと結婚し、1951年にイルゼ・ゼルナーと再婚した。前妻との間に二人の子供がいる。
1990年5月8日、バーデン=ヴュルテンベルク州ケーニヒスフェルト-ブルクベルクで死去。84歳没。

## 著作
- グスタフ・ルドルフ・ゼルナー『新しいドイツの演劇』Coburg 1929年
- グスタフ・ルドルフ・ゼルナー、ヴェルナー・ヴィーン『演劇的風景』Bremen 1962年

## 映像作品
- 1955年 カール・オルフ オペラ『賢い女』テレビ・監督
- 1957年 ヴィルヘルム・ハウフ、グスタフ・ルドルフ・ゼルナー ドラマ『アブ・カセムのスリッパ』テレビ・監督
- 1958年 カール・オルフ 世界劇『ベルナウアーの女』テレビ・監督
- 1961年 ウジェーヌ・イヨネスコ ドラマ『犀』テレビ・監督
- 1965年 ポール・クローデル、ハンス・ウルス・フォン・バルタサル ドラマ『絹の靴』テレビシリーズ・監督
- 1968年 ハンス・ヴェルナー・ヘンツェ オペラ『若き貴族』監督
- 1973年 マクシミリアン・シェル 映画『歩行者』俳優
- 1975年 ハインリヒ・ベル 映画『道化師の告白』俳優
- 1979年 エズラ・ベン・ゲルショム 映画『ダーフィト』俳優
- 1979年 ディーター・ヴェラーショフ ドラマ『ファンタステン』テレビ・俳優
- 1980年 トム・トエッレ、ヴェルフガング・メンゲ ドラマ『昨日の男』テレビ・俳優

## 受賞歴
- 1965年 ゲーテの盾（ヘッセン科学芸術省）
- 1965年 芸術文化勲章（フランス）
- 1967年 ベルリン芸術賞
- 1972年 ドイツ連邦共和国功労勲章（大功労十字星章）
- 1974年 ドイツ映画賞／最優秀演技賞（『歩行者』による）

## 展覧会
1996年『グスタフ・ルドルフ・ゼルナー：ディレクター、芸術総監督』デュッセルドルフ演劇博物館（ケルン大学演劇学コレクション展示）